# La vida contra la muerte
La vida contra la muerte è una antologia del gruppo musicale cileno Quilapayún pubblicata nel 2005.

## Descrizione
Questa antologia, curata dal gruppo stesso, aveva l'obiettivo di rendere disponibili in Cile alcune delle canzoni realizzate dal gruppo durante l'esilio in Francia e mai pubblicate nella loro patria. Sono brani provenienti da album mai pubblicati in formato CD o comunque esclusi nelle precedenti edizioni in digitale.

### Darle al otoño un golpe de ventana para que el verano llegue hasta diciembre
Il cuore di questa antologia sono i primi nove brani, tutti provenienti dall'LP Darle al otoño un golpe de ventana para que el verano llegue hasta diciembre del 1980. L'album in originale conteneva 10 tracce, ma quella qui non recuperata, Niño araucano, era un brano non inedito, proveniente dall'album La fragua del 1973. Lo strumentale Locomotora è qui presente in una versione remixata più breve dell'originale.

### Le altre canzoni
Los destacagados e Amar es mar provengono dall'album del 1987 Survarío, ma erano state escluse dall'edizione in CD, mentre París 1938, che pure faceva parte di questo album, è qui presente in una versione inedita, con testo differente, registrata nelle medesime sessioni. Revolución era comparsa in precedenza solo nell'edizione spagnola dell'LP La revolución y las estrellas (1982).
Elegiría la vida è invece una canzone comparsa in precedenza solamente nell'LP collettivo Chile, raíz folclórica e contiene un demo inciso negli anni '80 arricchito da un arrangiamento realizzato nel 1995 da Fernando Carrasco. Da un suo verso proviene il titolo di questa antologia.

## Edizioni
Questo album è stato pubblicato nel 2005, in occasione del quarantennale del gruppo, in formato CD dall'etichetta Warner Music Chile con codice 5046 78805 2. 

## Tracce
1. Entre morir y no morir – 4:20 (testo: Pablo Neruda – musica: Sergio Ortega)
2. Balada del hombre que se calló la boca (feat. Cuarteto Cedrón) – 2:40 (testo: Juan Gelman – musica: Juan Cedrón)
3. Playa del sur – 3:34 (testo: Pablo Neruda – musica: Hugo Lagos)
4. Lunita de lejos – 4:13 (Eduardo Carrasco)
5. Caminante, sigue – 2:52 (testo: Eduardo Carrasco – musica: Guillermo Garcia)
6. Cuando Valparaíso – 4:16 (Desiderio Arenas)
7. Memento – 2:45 (testo: Federico García Lorca – musica: Gustavo Becerra-Schmidt)
8. Monólogo de la cabeza de Murieta – 4:11 (testo: Pablo Neruda – musica: Eduardo Carrasco)
9. Locomotora – 3:22 (musica: Eduardo Carrasco)
10. Elegiría la vida – 3:53 (Eduardo Carrasco)
11. Los destacagados – 2:54 (testo: Rafael Alberti – musica: Eduardo Carrasco)
12. Amar es mar – 3:18 (Eduardo Carrasco)
13. París 1938 – 4:21 (testo: Desiderio Arenas – musica: Eduardo Carrasco) – omaggio al poeta peruviano César Vallejo
14. Revolución – 4:54 (Gustavo Becerra-Schmidt) – fuga sopra la parola "revolución"

Durata totale: 51:33

## Crediti

### Formazione
- Eduardo Carrasco
- Carlos Quezada
- Willy Oddó
- Hernán Gómez
- Rodolfo Parada
- Hugo Lagos
- Guillermo Garcia
- Ricardo Venegas

### Collaboratori
- Catherine Ribero - voce in Entre morir y no morir
- Pierre Rabbath - orchestrazione e direzione d'orchestra in Entre morir y no morir, Cuando Valparaíso e Monólogo de la cabeza de Murieta
- Larrea + Albornoz - copertina e illustrazioni
- Mans Groundstroem - ingegnere del suono